# Five Record
Five Record est une maison de disques italienne créée en 1981. Ce label change son nom en RTI Music (it) en 1991.

## Historique
Five Record a été fondée par Silvio Berlusconi en 1981 avec comme actionnaire principal la Fininvest et ayant son siège social à Cologno Monzese. De nombreux artistes ont publié leurs propres œuvres discographiques sous ce label pendant les années quatre-vingt.
Initialement créée pour proposer sur le marché du disque des titres d'indicatifs et de génériques de séries de télévision, cette maison de disques va ensuite signer quelques grands noms de la chanson italienne comme Edoardo Bennato, Gino Paoli, Farida, Iva Zanicchi, Bruno Lauzi ou Gabriella Ferri. On peut également citer les Nuovi Angeli, Rita Pavone, Patty Pravo, Bee Hive (it), Manuel De Peppe (it), Amanda Lear et Bobby Solo. Mais l'artiste ayant le mieux réussi sous ce label est certainement Cristina D'Avena, avec près de sept millions d'exemplaires vendus.
En 1991, Five Record a changé de nom et est devenu RTI Musique.

## Les albums publiés
La datation est basée sur l'étiquette figurant sur le disque ou sur le vinyle ou enfin, sur la pochette, et si aucun de ces éléments n'existe nous nous sommes appuyés sur la numérotation catalogue. 
La numérotation des albums individuels commence par 13, les doubles albums ont comme premiers chiffres le 14.

### 33 tours
| Numéro de catalogue | Année | Interprète                  | Titre                                 |
| ------------------- | ----- | --------------------------- | ------------------------------------- |
| FM 13507            | 1983  | Augusto Martelli (it)       | Musique In Love                       |
| FM 13524            | 1984  | Milly Carlucci              | Milly Carlucci                        |
| FM 13536            | 1984  | Gino Paoli                  | La luna e il Sig. Hyde                |
| FM 13538            | 1985  | Amanda Lear                 | A L                                   |
| FM 13540            | 1985  | Nadia Cassini               | Dreams                                |
| FM 13542            | 1985  | Mino Reitano                | Isole d'amore                         |
| FM 13543            | 1985  | Celeste Johnson             | Celeste                               |
| FM 13548            | 1985  | Bruno Lauzi                 | Piccolo grande uomo                   |
| FM 13551            | 1985  | Ombretta Colli              | Aiuto!                                |
| FM 13564            | 1985  | Mino Reitano                | I cantautori                          |
| FM 13565            | 1986  | Bobby Solo                  | Solo...Elvis                          |
| FM 13578            | 1986  | Bruno Lauzi                 | Ora!                                  |
| FM 13579            | 1986  | Gino Paoli                  | Cosa farò da grande                   |
| FM 13580            | 1987  | Iva Zanicchi                | Care colleghe                         |
| FM 13587            | 1987  | Celeste Johnson             | Blue                                  |
| FM 13589            | 1987  | Little Tony                 | Ragazza italiana                      |
| FM 13610            | 1988  | Bruno Lauzi                 | La musica del mondo                   |
| FM 13617            | 1988  | Gino Paoli                  | Sempre                                |
| FM 13625            | 1988  | Roberta Voltolini (it)      | L'altra parte di me                   |
| FM 13638            | 1989  | Bruno Lauzi                 | Inventario latino                     |
| FM 13663            | 1990  | Patty Pravo                 | Pazza idea eccetera eccetera...       |
| FM 13849            | 1989  | Caresse (& Sickmob)         | RU xperienced?                        |
| FM 14204            | 1989  | Johnny Dorelli              | Mi son svegliato e c'eri tu           |
| FM 13654            | 1990  | Angela Cavagna              | Sex Is Movin '                        |
| FM 13686            | 1991  | Francesco Salvi (it)        | Se lo sapevo                          |
| FM 13685            | 1991  | Massimiliano Cattapani (it) | Un'altra strada                       |
| FM 13691            | 1991  | Pietra Montecorvino (it)    | Segnorita                             |
| FM 18005            | 1991  | Fred Bongusto               | Una canzone per ballare               |
| FM 18006            | 1991  | Dario Baldan Bembo          | Un po' per vivere, un po' per sognare |

### CD
| Numéro de catalogue | Année | Interprète | Titre          |
| ------------------- | ----- | ---------- | -------------- |
| FM 13507            | 1984  | Gino Paoli | Averti addosso |

### 45 tours
| Numéro de catalogue | Année | Interprète                             | Titre                                   |
| ------------------- | ----- | -------------------------------------- | --------------------------------------- |
| FM 13001            | 1981  | Augusto Martelli (it) et son orchestre | Dallas / Dallas (version instrumentale) |

Numéro de catalogue Année Interprète Titre 
- FM 13003 1981 Orchestre Augusto Martelli Onze o 'clock / Popcorn temps
- FM 13012 1982 George Aghedo Madame Dracula / Au Nigeria
- FM 13022 1983 Le New Anges Je suis très bien avec vous / Medley
- FM 13027 1983 Marina Marfoglia (it) Hoop Peppermint / Hula
- FM 13041 1983 Vanna Chambres Quelque chose de plus / Scandal
- FM 13046 1984 Tony Arco T & D Californie / Arrête bus
- FM 13048 1984 Mino Reitano Romance pour deux / M'innamoro un peu "
- FM 13049 1984 Dik Dik Sans luce ... reggae / Soulever le voile (le vent)
- FM 13051 1984 Le New Anges Pua / Et ne jamais abandonner
- FM 13054 1984 Domenico Irene Hey danseur / Ambarabaciccicocco
- FM 13055 1984 Lino Banfi Spaghetti Aerobic Dance / mes chats
- FM 13058 1984 Amanda Lear Ritmo Salsa / Hotel Palace
- FM 13061 1984 Fabrizia Carminati (face A) / Angelo Siciliano (côté B) La soubrette / stop
- FM 13062 1984 Kevin Johnson Child Of Tomorrow / Nuit Vidéo
- FM 13063 1984 Cristina D'Avena Nana Supergirl / Pollon, Pollon fauteur de troubles
- FM 13064 1984 Macho III Kalimba de Luna / Hear Me Calling
- FM 13065 1984 Gino Paoli Une longue histoire d'amour / The Five Senses
- FM 13074 1984 Sydne Rome J'aime l'amour / California dreamin
- FM 13077 1984 Nico Man Loves a Woman / Je t'ai choisi
- FM 13079 1985 Dave travail Jouez à votre jeu / Message In Your Eyes
- FM 13082 1985 Franco Bracardi (it) Si je pense à toi / Romance
- FM 13083 1985 L'équipe du Groupe Mr.T / Mr.T (Instrumental)
- FM 13084 1985 Celeste Soit / Spectacles fou
- FM 13087 1985 Flavia Fortunato Il y a une raison / Comment êtes-vous
- FM 13088 1985 Los Angeles Videomania
- FM 13096 1985 Cristina D'Avena Evelyn et la magie d'un rêve d'amour / de nouveaux amis dans Bonjour Bonjour
- FM 13097 1985 Cristina D'Avena / Paul, Manuela et Uan avec chœur Small ' Embrasse-moi Licia / Que d'aventures Bim Bam Bum avec notre ami Uan
- FM 13098 1985 Cristina D'Avena Les aventures de Katy doux / Le monde étrange de Minù
- FM 13102 1985 Gino Paoli Vous une chanson / Coppi laisser
- FM 13113 1985 Carmen Russo Nu / Oui
- FM 13125 1986 Guido Angeli Seeing is believing / voir pour le croire (version instrumentale)
- FM 13129 1986 Celeste Temps / Dada
- FM 13130 1986 Aldo Riva Les femmes de marins / Chemins
- FM 13133 1986 Vanna Chambres Mon histoire / Mas sincères
- FM 13137 1986 Le Super 4 Nous n'avons pas l'âge / Nous âge (stumentale)
- FM 13145 1986 Gino Paoli De loin / Thème Anna
- FM 13148 1986 Rita Pavone La valise / Afrique
- FM 13152 1986 Carmen Russo Camomillati F / A Tête à Tête
- FM 13169 1987 Vanna Leali Reste avec moi / Marilyn
- FM 13175 1987 Celeste Hey Boy / Trop Bleu
- FM 13191 1988 Bobby Solo Comme les jours de Septembre / Du silence sur la vie
- FM 13202 1988 Celeste Italie / Laisse-moi t'aimer
- FM 13216 1988 Le Good Luck Charm Colpo Grosso / Po chance
- FM 13219 1989 Zuzzurro et Gaspare, Athina Cenci, Minellono Ameli et la rédaction d' Emilio Emilio / Emilio (version instrumentale)
- FM 13224 1989 Gerry Scotti Spectacle Aye / Let 's
- FM 13229 1989 Celeste Lover Boy / Ramenez mon cœur
- FM 13239 1989 Milly Carlucci Quand calienta el sol / Barbara Ann
- FM 13849 1989 Caresse (& Sickmob) RU xperienced? b: Jamais xperienced?
- FM 13263 1990 Gerry Scotti Abbattiamoci mains / mains Abbattiamoci (instrumental)
- FM 13265 1990 Marco Columbro Alors dites / So tell (instrumental)